# Albert-Schweitzer-Turnier

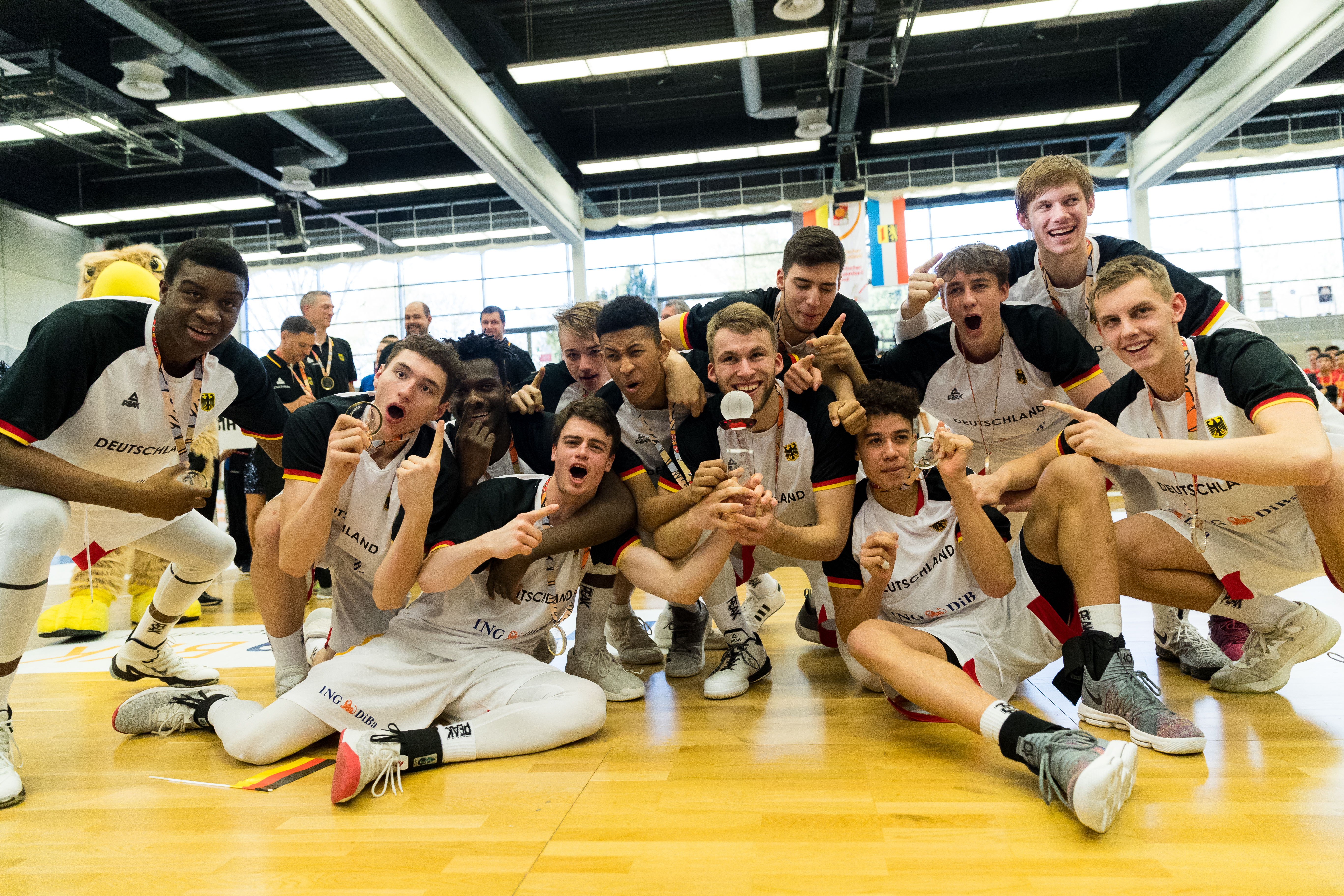
Die deutsche Mannschaft nach dem Titelgewinn 2018

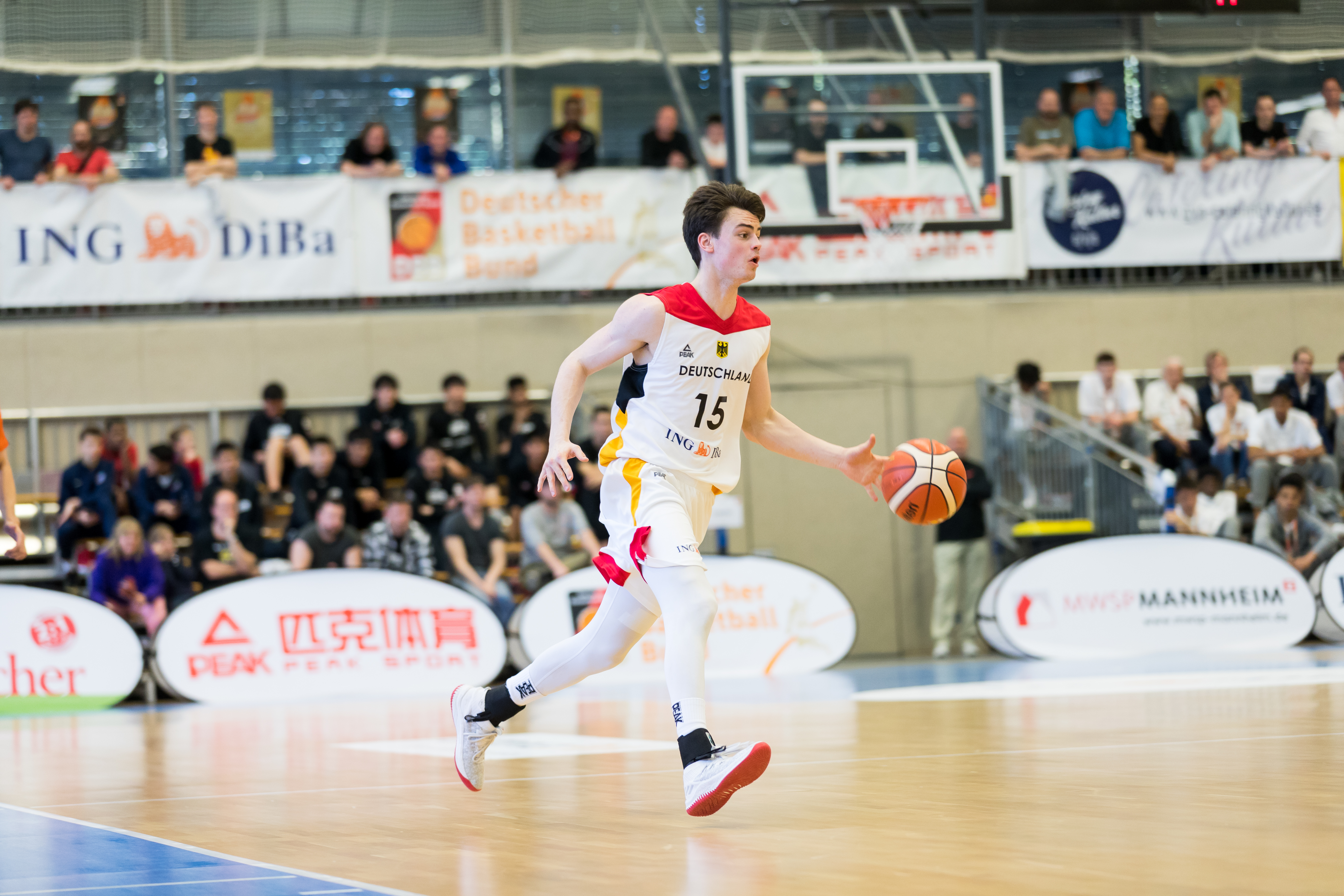
Der spätere MVP des Turniers Jonas Mattisseck am Ball im Finale gegen Australien 2018

Das Albert-Schweitzer-Turnier (AST) ist ein Wettbewerb für Basketballnationalmannschaften der männlichen Jugend, der alle zwei Jahre in Mannheim (seit 2012 teils auch in Viernheim) stattfindet. Das Turnier gilt als inoffizielle Weltmeisterschaft für die männliche Altersklasse U18. Veranstalter sind der Deutsche Basketball Bund sowie die Städte Mannheim und Viernheim.
Bis 2010 war auch die US-Armee Veranstalter, traditioneller Austragungsort war die US Sports Arena auf dem Gelände des Militär-Stützpunkts der Vereinigten Staaten in Mannheim. Seit 2006 findet ein Teil der Spiele in der MWS-Halle am Herzogenried statt. Nach dem Rückzug der Amerikaner ist seit 2012 die MWS-Halle (mittlerweile durch Sponsorenwechsel in GBG-Halle umbenannt) zentraler Veranstaltungsort, ein Teil der Spiele findet in Viernheim statt. Seit 2014 ist Viernheim auch Mitveranstalter des Turniers.

## Geschichte

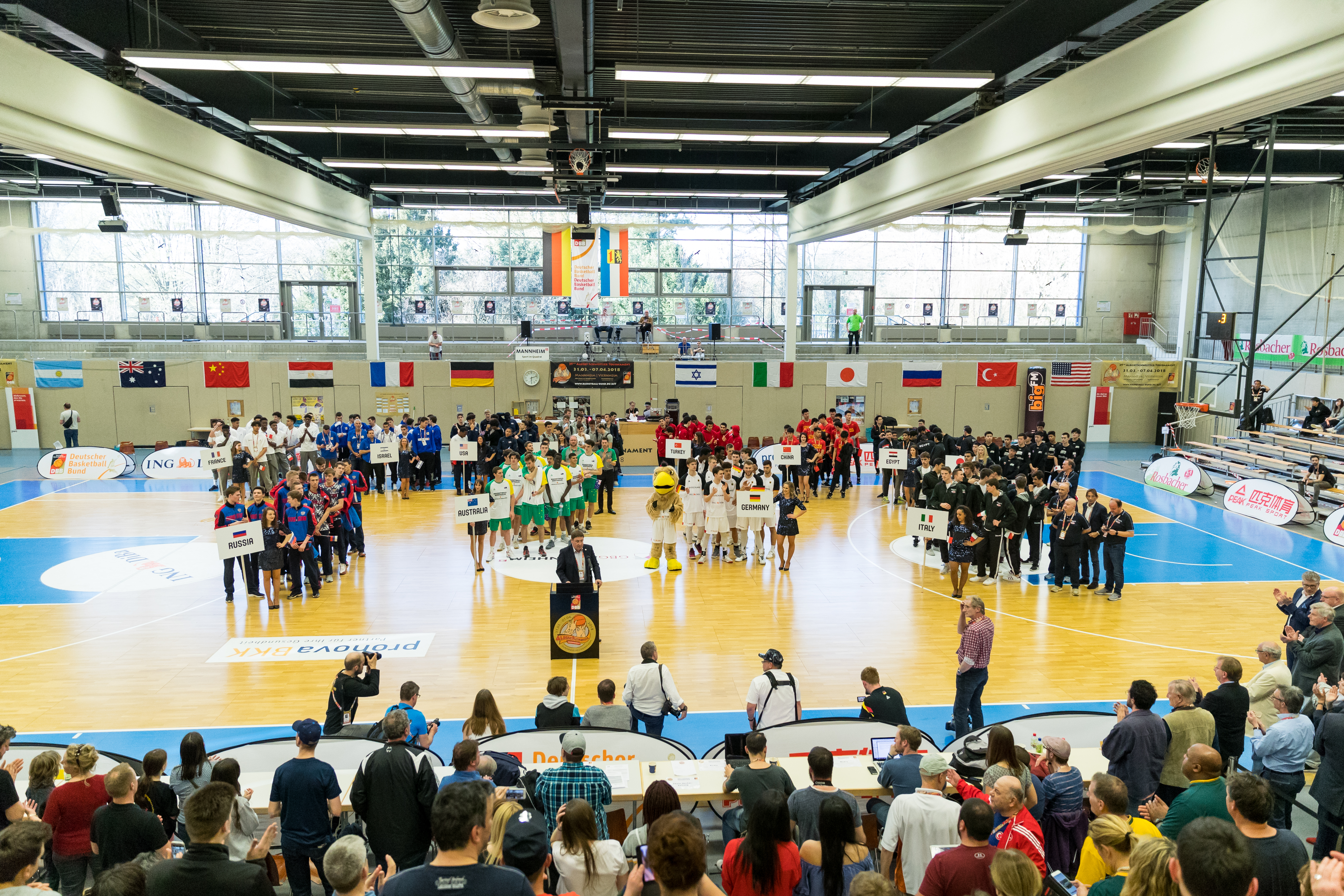
Alle 12 teilnehmende Nationen bei der Abschlussfeier 2018

Initiatoren des ersten Albert-Schweitzer-Turniers, das im Dezember 1958 mit acht Mannschaften ausgetragen und von Belgien gewonnen wurde, waren der Fotograf Hans-Joachim Babies und der deutsche Basketballpionier Hermann Niebuhr, der den evangelischen Theologen und Arzt Albert Schweitzer als Namensgeber gewann. Schon im darauffolgenden Jahr fand das zweite AST statt, danach gab es eine Pause bis 1966. Ab diesem Zeitpunkt etablierte sich der Zwei-Jahres-Rhythmus. 1991 musste das AST wegen des Zweiten Golfkriegs ausfallen. Das Vorhaben, das Turnier 1992 nachzuholen, wurde nicht umgesetzt, um den Zwei-Jahres-Rhythmus einzuhalten. Ab 1994 fand das AST in geraden Jahren statt. Damit fand eine Angleichung an den Kalender des Basketballweltverbands FIBA statt.
Das Albert-Schweitzer-Turnier ist ein Einladungsturnier, bei dem nicht alle Bewerbungen für die mittlerweile 16 Startplätze berücksichtigt werden können. Nach Angaben des Deutschen Basketball Bundes entwickelte sich die Veranstaltung insbesondere nach 2010 „zum größten und bestbesetzten Basketballturnier der Welt für U18-Junioren“. Rekordsieger sind die USA mit bislang zehn Titeln, gefolgt von Italien mit vier und Jugoslawien mit drei Siegen.
Gewinner des 25. Albert-Schweitzer-Turniers, das vom 3. bis 10. April 2010 stattfand, war Australien, das sich im Endspiel mit 68:51 gegen Deutschland durchsetzte und seinen ersten Turniersieg feierte. Auch für Deutschland bedeutete der zweite Platz zu diesem Zeitpunkt das beste Ergebnis beim AST. Mit 28.763 Zuschauern wurde der Besucherrekord von 2008 nur knapp verfehlt.
2016 gelang Deutschland der erste Turniersieg in der 28. Auflage des AST. Im Finale setzte sich die Mannschaft mit 70:65 gegen Serbien durch. Bei der folgenden Austragung zwei Jahre später wiederholte die Gastgebermannschaft ihren Triumph und bezwang im Endspiel Australien mit 88:66.
Zur 30. Austragung des Turniers im Jahr 2020 meldete erstmals keine Mannschaft der Vereinigten Staaten, da der Termin dem Deutschen Basketball Bund zufolge „für die Entsendung einer offiziellen USA-Nationalmannschaft“ nicht passe. Allerdings wurden die US-Auswahlen, die in den vorherigen Jahren am Turnier teilnahmen, nicht vom US-Verband zusammengestellt und glichen somit nicht den US-Nationalmannschaften, die im Jugendbereich bei Welt- und Amerikameisterschaften antraten. Viele der besten US-Spieler des jeweiligen Jahrgangs nahmen deshalb nicht am Albert-Schweitzer-Turnier teil. Mitte März 2020 wurde das 2020er-Turnier wegen der Ausbreitung des Coronavirus SARS-CoV-2 vom Deutschen Basketball Bund abgesagt. Anfang Juni 2020 wurde mitgeteilt, das Turnier im Jahr 2021 nachzuholen und dann im Zwei-Jahres-Wechsel in den ungeraden Jahren auszutragen. Der vorgesehene Austragungszeitpunkt Anfang April 2021 wurde Mitte Dezember 2020 wegen der Pandemielage zurückgezogen und eine Verschiebung auf einen nicht genannten Termin angekündigt. 2023 gab der Deutsche Basketball Bund bekannt, die Veranstaltung ab April 2024 wieder alle zwei Jahre durchzuführen.

## Bedeutung
Das Albert-Schweitzer-Turnier ist ein wichtiger Termin für Basketballfachleute aus aller Welt, weil hier einige der größten Talente des jeweiligen Jahrgangs aufeinandertreffen. Zu den bekannten Namen, die am AST teilnahmen und später in der nordamerikanischen NBA spielten, gehörten zum Beispiel Magic Johnson, B. J. Armstrong, Dirk Nowitzki, Tim Duncan, Vince Carter, Arvydas Sabonis, Dino Rađa, Dražen Petrović, Hidayet Türkoğlu, Darius Songaila, Mehmet Okur, Pau Gasol und Toni Kukoč. Weitere namhafte AST-Teilnehmer waren Antonello Riva, Waleri Tichonenko und Igors Miglinieks.
In den 2000er- und 2010er-Jahren machten spätere NBA-Spieler wie die Franzosen Tony Parker, Boris Diaw, Ronny Turiaf, der Russe Wiktor Chrjapa, der US-Amerikaner Eddie Griffin (alle beim Turnier im Jahr 2000 dabei), der Australier Andrew Bogut (beim Turnier 2002), der Türke Ersan İlyasova, Kyle Lowry aus den USA, der Chinese Yi Jianli (jeweils 2004) der Franzose Nicolas Batum (als bester Spieler des Turniers 2006 ausgezeichnet), der Israeli Omri Casspi (ebenfalls 2006 dabei), der Türke Enes Kanter, der Australier Matthew Dellavedova (beide Teilnahme 2008), der Kroate Dario Šarić, der Franzose Evan Fournier und der Deutsche Daniel Theis (alle Teilnahme 2010), der Deutsche Paul Zipser, der Türke Cedi Osman, der Spanier Willy Hernangómez (jeweils Teilnahme 2012) dem AST ihre Aufwartung. 2014 nahmen Spieler wie Furkan Korkmaz (Türkei), Marc Garcia (Spanien), Ludvig Hakanson (Schweden) und Ethan Happ (USA) teil, die sich ebenfalls einige Jahre später im Erwachsenenbereich auf internationaler Ebene einen Namen machten.

## Siegerliste
Quelle:
| Jahr | Gold               | Silber             | Bronze             | vierter Platz          |
| ---- | ------------------ | ------------------ | ------------------ | ---------------------- |
| 1958 | Belgien            | Österreich         | Deutschland        | Vereinigte Staaten     |
| 1960 | Belgien            | Österreich         | Vereinigte Staaten | Niederlande            |
| 1966 | Italien            | Türkei             | Österreich         | Vereinigte Staaten     |
| 1967 | Polen              | Österreich         | Frankreich         | Belgien                |
| 1969 | Italien            | Tschechoslowakei   | Polen              | Türkei                 |
| 1971 | Jugoslawien        | Italien            | Polen              | Spanien                |
| 1973 | Vereinigte Staaten | Polen              | Jugoslawien        | Italien                |
| 1975 | Vereinigte Staaten | Türkei             | Spanien            | Polen                  |
| 1977 | Spanien            | Türkei             | Vereinigte Staaten | Deutschland            |
| 1979 | Jugoslawien        | Spanien            | Vereinigte Staaten | Sowjetunion            |
| 1981 | Vereinigte Staaten | Sowjetunion        | Bulgarien          | Deutschland            |
| 1983 | Italien            | Vereinigte Staaten | Deutschland        | Finnland               |
| 1985 | Vereinigte Staaten | Jugoslawien        | Türkei             | Schweden               |
| 1987 | Vereinigte Staaten | Spanien            | Türkei             | Deutschland            |
| 1989 | Vereinigte Staaten | Griechenland       | Frankreich         | Tschechoslowakei       |
| 1993 | Vereinigte Staaten | Litauen            | Italien            | Griechenland           |
| 1994 | Vereinigte Staaten | Spanien            | Australien         | Litauen                |
| 1996 | Vereinigte Staaten | Frankreich         | Griechenland       | Türkei                 |
| 1998 | Spanien            | Australien         | Vereinigte Staaten | Türkei                 |
| 2000 | Jugoslawien        | Griechenland       | Vereinigte Staaten | Australien             |
| 2002 | Griechenland       | Spanien            | Jugoslawien        | Vereinigte Staaten     |
| 2004 | Türkei             | Argentinien        | Spanien            | Serbien und Montenegro |
| 2006 | Frankreich         | Türkei             | Serbien            | Kroatien               |
| 2008 | Griechenland       | Türkei             | Australien         | Vereinigte Staaten     |
| 2010 | Australien         | Deutschland        | Deutschland        | Vereinigte Staaten     |
| 2012 | Spanien            | Serbien            | Türkei             | Deutschland            |
| 2014 | Italien            | Vereinigte Staaten | Serbien            | Türkei                 |
| 2016 | Deutschland        | Serbien            | Italien            | Frankreich             |
| 2018 | Deutschland        | Australien         | Italien            | Russland               |
| 2024 | Australien         | Serbien            | Deutschland        | Italien                |

## Bester Spieler des Turniers
- 1996:  Kevin Freeman[25]
- 1998:  David Andersen[26]
- 2000:  Haris Markopoulos[27]
- 2002:  Sofoklis Schortsanitis[28]
- 2004:  Ersan İlyasova[29]
- 2006:  Nicolas Batum[30]
- 2008:  Nikolaos Pappas[31]
- 2010:  Mitchell Creek[32]
- 2012:  Nikola Radicevic[33]
- 2014:  Ethan Happ[34]
- 2016:  Kostja Mushidi[35]
- 2018:  Jonas Mattisseck[36]
- 2024:  Rocco Zikarsky[37]

## Burkhard-Wildermuth-Preis
Seit 2006 wird die nach Burkhard Wildermuth benannte Auszeichnung vergeben, um den talentiertesten Spieler des Turniers zu ehren.
- 2006:  Alexis Ajinca[17]
- 2008:  Enes Kanter[18]
- 2010:  Dario Šarić[20]
- 2012:  Cedi Osman[39]
- 2014:  Nicolas Aguirre[40]
- 2016:  Rongzhen Zhu[41]
- 2018:  Tomer Levinson[42]
- 2024:  Boyuan Zhang[43]

## Belege
1. ↑  Albert Schweitzer Turnier. In: viernheim.de. Abgerufen am 27. Dezember 2020 (deutsch).
2. ↑  Stadt Mannheim 23. März 2012
3. ↑  Deutscher Basketball Bund (Memento vom 28. April 2014 im Internet Archive)
4. ↑  Basketball: Albert Schweizer Turnier 2012. In: ast-basketball.de. Archiviert vom Original; abgerufen am 11. Mai 2023.
5. 1 2 3 4  Christoph Büker: Große Vorfreude auf das AST 2012. In: DBB-Journal. Deutscher Basketball Bund, Februar 2012, abgerufen am 9. Mai 2020.
6. ↑  AST-Website, abgerufen am 10. April 2010
7. ↑  AST 2018: Deutschland verteidigt den Titel! Deutscher Basketball Bund, archiviert vom Original am 13. Mai 2019; abgerufen am 17. Dezember 2018.
8. ↑  Albert Schweitzer Turnier 2020. Deutscher Basketball Bund, abgerufen am 22. Januar 2020.
9. ↑  What the 2018 Albert Schweitzer Tournament tells us about this summer's U18 championships. Abgerufen am 9. Mai 2020 (englisch).
10. ↑  heinnews – Scouting report of sorts of 2014 Albert Schweitzer Tournament. Abgerufen am 9. Mai 2020 (amerikanisches Englisch).
11. ↑  Albert Schweitzer Turnier 2020 fällt aus – AST 2020 is canceled. Deutscher Basketball Bund, abgerufen am 16. März 2020.
12. ↑  30. Albert Schweitzer Turnier findet 2021 statt « Deutscher Basketball Bund. Abgerufen am 6. Juni 2020.
13. ↑  AST 2021 wird verschoben – AST 2021 postponed « Deutscher Basketball Bund. Abgerufen am 27. Dezember 2020.
14. ↑  Nächstes Albert-Schweitzer-Turnier im Jahr 2024. In: Deutscher Basketball Bund. 9. September 2022, abgerufen am 26. April 2023.
15. ↑  Albert Schweitzer Turnier. Deutscher Basketball Bund, abgerufen am 17. Dezember 2018.
16. 1 2 3  Alexander Franksmann: Basketball: Albert Schweitzer Turnier: AST-stars english. Archiviert vom Original am 6. Oktober 2014; abgerufen am 19. Dezember 2018.
17. 1 2  Alexander Franksmann: Basketball: Albert Schweitzer Turnier: Rückblick 2006. Archiviert vom Original am 14. November 2021; abgerufen am 17. Dezember 2018.
18. 1 2  Alexander Franksmann: Basketball: Albert Schweitzer Turnier: Rückblick 2008. Archiviert vom Original am 14. November 2021; abgerufen am 17. Dezember 2018.
19. ↑  AUS 85 : 63 ITA - KeyScout WebStats. Archiviert vom Original am 18. Dezember 2018; abgerufen am 17. Dezember 2018.
20. 1 2  Riesenjubel: Australien heißt der verdiente Sieger des 25. Albert Schweitzer Turniers 2010 in Mannheim. Deutscher Basketball Bund, abgerufen am 17. Dezember 2018.
21. ↑  Alexander Franksmann: Basketball: Albert Schweitzer Turnier: Australien verdienter Sieger des Finales / Australia deserving AST Champion. Archiviert vom Original am 28. Januar 2015; abgerufen am 17. Dezember 2018.
22. ↑  Australien verdienter Sieger des Finales (Memento vom 31. Oktober 2017 im Internet Archive)
23. ↑  AST 2014 - Tournament Leaders. Abgerufen am 18. März 2020.
24. ↑  History. Abgerufen am 22. Dezember 2024.
25. ↑  UConn Huskies Stats - Kevin Freeman. Abgerufen am 19. Dezember 2018.
26. ↑  Boomers star David Andersen may head back to NBA - but Boomers top priority. Abgerufen am 19. Dezember 2018.
27. ↑  Hellenic Hoops - Greek Prospects. Abgerufen am 19. Dezember 2018.
28. ↑  ΕΠΙΣΗΜΟ! Παίκτης του ΠΑΟΚ ο Σοφοκλής Σχορτσανίτης. Abgerufen am 19. Dezember 2018.
29. ↑  Alexander Franksmann: Basketball: Albert Schweitzer Turnier: Stars beim AST. Abgerufen am 19. Dezember 2018.
30. ↑  DraftExpress - 2006 Albert Schweitzer Tournament: Top Prospects. Abgerufen am 19. Dezember 2018 (englisch).
31. ↑  2008 Albert Schweitzer Tournament Recap | NBADraft.net. Abgerufen am 19. Dezember 2018.
32. ↑  AUS/GER - Australia deserving AST Champ. Abgerufen am 19. Dezember 2018 (englisch).
33. ↑  Nikola Radicevic wird MVP des AST 2012 – Radicevic honoured as MVP. Deutscher Basketball Bund, ehemals im Original (nicht mehr online verfügbar); abgerufen am 19. Dezember 2018. (Seite nicht mehr abrufbar. Suche in Webarchiven)
34. ↑  US-Boy Ethan Happ ist AST-MVP 2014! Deutscher Basketball Bund, archiviert vom Original am 11. Dezember 2018; abgerufen am 19. Dezember 2018.
35. ↑  Kostja Mushidi ist MVP des AST 2016. Deutscher Basketball Bund, abgerufen am 19. Dezember 2018.
36. ↑  AST 2018: Jonas Mattisseck ist MVP. Deutscher Basketball Bund, archiviert vom Original am 13. Mai 2019; abgerufen am 19. Dezember 2018.
37. ↑  AST 2024: Die Turnierverläufe aller Teams im Überblick. In: Deutscher Basketball-Bund. 9. April 2024, abgerufen am 20. April 2024.
38. ↑  Dr. Burkhard Wildermuth verstorben / Dr. Burkhard Wildermuth passed away. Deutscher Basketball Bund, archiviert vom Original am 18. Dezember 2018; abgerufen am 19. Dezember 2018.
39. ↑  Nikola Radicevic wird MVP des AST 2012 – Radicevic honoured as MVP. Deutscher Basketball Bund, ehemals im Original (nicht mehr online verfügbar); abgerufen am 17. Dezember 2018. (Seite nicht mehr abrufbar. Suche in Webarchiven)
40. ↑  admin_jordan: sport-kurier Mannheim - Italien gewinnt 27. Albert-Schweitzer-Turnier im Finale gegen die USA. Abgerufen am 17. Dezember 2018.
41. ↑  Kostja Mushidi ist MVP des AST 2016. Deutscher Basketball Bund, abgerufen am 17. Dezember 2018.
42. ↑  AST 2018: Jonas Mattisseck ist MVP. Deutscher Basketball Bund, archiviert vom Original am 13. Mai 2019; abgerufen am 17. Dezember 2018.
43. ↑  AST 2024: Die Turnierverläufe aller Teams im Überblick. In: Deutscher Basketball-Bund. 9. April 2024, abgerufen am 20. April 2024.